# We Need Medicine
We Need Medicine es el tercer álbum de estudio de la banda escocesa de indie rock The Fratellis. El álbum fue publicado el 7 de octubre de 2013, a través del sello BMG Rights, por primera vez.
Fue el primer álbum desde su pausa en 2009. En enero de 2013 la banda anunció su vuelta a los escenarios y la grabación de un nuevo disco que saldría a la venta a finales de ese año. En septiembre, la banda anunció que la nueva grabación tenía por nombre "We Need Medicine" y revelaron su primer sencillo y video musical, "Seven Nights Seven Days" el 26 de septiembre de 2013.
El álbum alcanzó el puesto 26 en los UK album charts, un puesto mucho menor que los anteriores dos álbumes, que consiguieron entrar al top 5. También comparado con estos, logró el 106 en los EE.UU, cuando los otros habían obtenido el 80. En Japón, logró el puesto 53.
En diciembre de 2013 se revelaron más fechas para el tour y además se anunció que el siguiente sencillo sería "She's Not Gone Yet But She's Leaving".

## Lista de canciones
Todas las letras escritas por Jon Fratelli, toda la música compuesta por The Fratellis. 
| N.º   | Título                                 | Duración |  |
| 1.    | «Halloween Blues»                      | 3:16     |  |
| 2.    | «This Old Ghost Town»                  | 3:40     |  |
| 3.    | «She’s Not Gone Yet But She’s Leaving» | 3:50     |  |
| 4.    | «Seven Nights, Seven Days»             | 3:25     |  |
| 5.    | «Shotgun Shoes»                        | 4:24     |  |
| 6.    | «Whisky Saga»                          | 3:10     |  |
| 7.    | «This Is Not The End Of The World»     | 4:00     |  |
| 8.    | «Jeannie Nitro»                        | 4:19     |  |
| 9.    | «We Need Medicine»                     | 4:00     |  |
| 10.   | «Rock N Roll Will Break Your Heart»    | 5:21     |  |
| 11.   | «Until She Saves My Soul»              | 5:33     |  |
| 44:58 |                                        |          |  |

## Recepción y valoraciones
Con respecto a la crítica, Heather Phares de Allmusic mencionó que: "We Need Medicine muestra la vitalidad y fuerza de una banda que pasó la mitad de una década separada" y que "no solamente es un álbum de retorno, también es una de las más atrapantes producciones de The Fratellis, mientras que Charles Pitter de PopMatters describió la letra de las canciones como obligada aunque la música es bastante buena. Mojo, en una review positiva, describió el álbum como simple y sin complicaciones pero muy predecible.
A la inversa, Alan Ashton-Smith de musicOMH criticó a la banda diciendo que obtuvo un sonido muy maduro alejado de su sonido original y que estarían afrontando el lado malo de la mediana edad.

## Créditos
| Banda - Jon Fratelli – Guitarra eléctrica, Vocalista principal - Barry Fratelli – Bajo eléctrico - Mince Fratelli – Percusión | Producción - The Fratellis - Productor - Stuart McCredie - Productor |